# Abbászida művészet
Az abbászida művészethez tartozik a 750 és 1258 között uralkodó Abbászida-dinasztia uralma alatt a Közel-Keleten, Észak Afrikában, ezen belül főként Irán, Irak és Egyiptom területén készült műalkotások együttese.

## Háttér
Az abbászida kalifák 749-től, amikor megszerezték a hatalmat az Omajjádoktól, 1258-ig uralkodtak, ekkor a mongolok bevették fővárosukat, Bagdadot.
Az iraki abbászida uralmat két részre lehet osztani. Az első a dinasztia megalapításával kezdődött, és körülbelül 945-ig tartott, amikor az észak-iráni Buvajhidák Adud ad-Daula alatt (949-983) hatalomra kerülve, bevonultak Bagdadba, és a kalifák bábfigurákká váltak. A második korszakban, amely Bagdad elestéig terjedt, az igazi hatalom Irakban és Iránban a névleg uralkodó kalifáktól először az iráni Buvajhidák (945-1055), majd a szeldzsukok török dinasztiájának kezébe helyeződött át. Ekkor Egyiptom és Szíria már függetlenné vált. Az Abbászida Kalifátusnak a mongol invázió vetett véget, habár névleg folytatódott az egyiptomi mamlúk uralkodók alatt (1258–1517) egészen a mamlúk állam oszmán hódításáig.

### A vallás
Az abbászida korban egy, az iszlám gyökeréig visszanyúló vita bontakozott ki. Filozófusok és teológusok vitatkoztak olyan kérdésekről, mint az ember szabad akarata, az isteni predesztináció, Isten és attribútumai. Az egyik legfontosabb kérdés, hogy a Korán teremtett, vagy öröktől fogva van. a mutaziliták (elhúzódók) racionálisan fogták fel a kérdést, és azt vallották, hogy a Korán nem tartozik Isten valódi esszenciájához. Mások, például a szunnita jogtudósok ellenkező véleményen voltak.
Az ulema – a vallás- és jogtudósok csoportja – komoly intézménnyé fejlődött az abbászida korban. Az ulema abban hitt, hogy ők egyedül alakíthatják a jogi és teológiai tanításokat, amelyek érvényesítéséért a kalifák felelősek. A kalifák ezáltal nem Mohamed próféta szellemi örökösei lettek, hanem csak politikai utódai, akiknek feladata az iszlám közösség egyben tartása volt.

### Az abbászidák aranykora és hanyatlása
Az Abbászidák kezdetben bátorították a síiták támogatását, de hatalomra jutásuk után elhatárolódtak tőlük, és a szunnita ortodoxia fő védelmezői lettek. Fővárosukat először Kúfa, az örökké lázongó helyőrség környékére helyezték, amelyet az Irak elfoglalására érkező muszlim seregek alapítottak. De 762-ben Al-Manszur új főváros építésébe fogott, amelyet Medina asz-Szalámnak, a béke városának nevezett el, a korábbi szászánida főváros, Ktésziphón romjai közelében a Tigris partján. Bagdad, ahogy később hívták, a birodalom és egyben a tudományok központjává vált.
A 9. század során növekvő mértékben alkalmaztak perzsa kormányzati modelleket az abbászidák. Ekkoriban mind Észak-Afrika, mind Egyiptom gyakorlatilag függetlenné vált az Aglabidák (800-909) és a Túlúnidák (868-905) kormányzói alatt, bár névleg elismerték a kalifát. A 10. század során a síita Fátimida-dinasztia (909-1171), akik előbb Észak-Afrikában, majd 969-től Egyiptomban is uralkodtak az abbászidák riválisaivá váltak. 

## Építészet

### Egy főváros kiválasztása
Az abbászida kalifák legfontosabb építészeti tevékenysége az új nagyvárosok megépítése volt. Funkciójukat tekintve ezek a városok logikus folytatásai voltak az Omajjádok által az újonnan meghódított területeken életre hívott helyőrségi városoknak. Építészeti szempontból azonban ezek az új városok a közigazgatási fővárosokat építő hosszú mezopotámiai és iráni uralkodók hagyományának voltak folytatói (pl. Dúr Sarrukín – II. Sarrukín (i.e. 721-705)).
Az abbászida uralom első évtizedében a kalifák több közigazgatási központot emeltek Kúfa közelében, Dél-Irakban. Ezeket al-Hásimíjának nevezték (utalva a családra, amelyből mind a próféta, mind az Abbászidák származnak), de nem maradtak fenn.
Stukkó Szamarrában – a vályogtéglából készült épületeket Szamarrában gyakran díszítették stukkódomborművekkel. Három különböző stílust fejlesztettek ki, melyek a növényi motívumok stilizáltságának bonyolultságában különböztek egymástól. 

### Bagdad felépítése
762. augusztus 1-jén a második abbászida kalifa, al-Manszúr a fővárost Madina asz-Szalámba (Bagdadba) helyezte át, a Tigris folyó partjára. Innen könnyű volt vízi összeköttetést teremteni a Perzsa-öböllel. 4 kapuval rendelkezett ez a kör alakú város, amely a szászánida kör alakú városok mintájára épült (pl. I. Ardasír – Gúr, ma Firuzábád).
Ukhaidir palotája – a legjobb állapotban megmaradt palota a korai abbászida periódusból. Kör alakú bástyák, középen egy udvar nyílik egy ejvánra, mögötte négyzet alakú terem. A keleti részen fürdőkomplexum található.

### Szamarra, az új birodalmi főváros
Hárún ar-Rasíd halála után polgárháború tört ki fiai, a kalifátust öröklő Al-Amín és öccse, Al-Mamún horászáni kormányzó között. A bagdadi abbászida hadsereg Ámint támogatta, mint helyi aspiránst, Al-Mamún helyi hadurakra támaszkodott a kelet-iráni bázisán. Al-Mamún győzött, de Bagdad a háború alatt súlyos károkat szenvedett.
Hogy megerősítse uralmát, új katonapolitikát alkalmazott Al-Mamún és Al-Mutaszim (833-842). Transzoxániában, Örményországban és Észak-Afrikában a kormányzóságok élére több vezetőt neveztek ki, és török rabszolgákból álló csapatokat béreltek fel Közép-Ázsiából, hogy a hadseregben szolgáljanak.
Al-Mutaszim új fővárost alapított. 836-ban a Tigris keleti partján elterülő Szamarrában telepedett le, ahol előtte apja is belekezdett egy palota építésébe. Szemben Bagdad kerek városával, amelyet többször is átépítettek, Szamarrát elhagyták, és a 20. századig lakatlan is maradt. 892-ig a hivatalos székhelye maradt az Abbászidáknak, amikor Al-Mutadid újra Bagdadot tette meg központnak. 

### Paloták és mecsetek
Al-Mutaszim által építtetett palota, a Dar al-Khiláfá-t (a kalifátus háza) az összes Szamarrában székelő kalifa használta.
Al-Mutavakkil által épített Péntek-mecset – hosszú ideig ez volt a legnagyobb mecset, égetett téglákból épült, félköríves tornyokkal megerősítet mecset.
A szamarrai épületekhez is helyi anyagokat, téglát és stukkót használtak fel a drámai hatás eléréséhez. A korábbi paloták magasabbak voltak, viszont a szamarrai épületek azonban nagy kiterjedésű alapterületűek, és a mecseteket pedig hatalmas tornyok jelezték. A mecsettorony, amelyet ma minaretnek nevezünk, az abbászida kortól kezdve lett a mecsetek legszembetűnőbb jegye.
Az épületeket helyben található vályogtéglákból készítették. Három díszítőtechnikát lehet megkülönböztetni, az első két technika a nedves vakolatba vágásokkal borították, a harmadik ezzel szemben öntéses technikával készült.

### Az iszfaháni nagymecset
Az abbászida korban a legnagyobb tartományi mecset Iszfahánban épült. Négyzet alapú, oszlopcsarnokos épület volt, a nagy központi udvart árkádok vették körül. A 10. században a Buvajhidák sokkaréjos oszlopsorral vették körbe az udvart. 1086-ban kupolás épületrészt emeltek hozzá, a 12. században négy ejvánnal bővítették az udvari részt.

### A kairói Ibn Túlún-mecset
Ibn Túlúnt, egy Buharából ajándékként a szamarrai abbászida udvarba küldött török rabszolga fiát, katonának képeztek ki. Egyiptomba küldték, ahol Egyiptom és Szíria kormányzója lett 869-ben. Kairóban al-Katáí (földdarab) néven új negyedet építtetett.
Az Ibn Túlún-mecset (876-879) számos külső elemében emlékeztet a szamarrai mecsetekre.

## Díszítőművészet

### Az iszlám ornamentika
Mivel a figurális ábrázolás tilos volt az iszlám vallásos művészetében, más díszítőminták, írás, geometria és arabeszkek váltak fontosakká. Több ilyen növényi mintákat vesz alapul.
A nyugaton arabeszknek nevezett ornamentika teljesen geometrizált formájában a 10. század közepére alakult ki, amikor a szőlőminta és akantusz levelek mintái összefonódtak a geometrikus keretekkel. Ez valószínűleg Bagdadban alakult ki a 10. században.